# I Am the West
I Am the West è il nono album in studio di Ice Cube. Il titolo dell'album si riferisce alla West Side Coast, ed in questo stesso album che Ice Cube crea un genere diverso e particolare, anche se non ha avuto il successo sperato. L'album vede diverse collaborazioni con rapper tra i quali WC, Maylay e OMG.

## Tracce
1. A Boy Was Conceived (Intro) – 0:26
2. Soul On Ice – 3:39
3. Life In California (feat. Jayo e WC) – 4:02
4. She Couldn't Make It On Her Own (feat. OMG e Doughboy) – 2:58
5. Urbanian – 2:24
6. Y'all Know How I Am (feat. OMG, Doughboy, WC & Maylay) – 2:18
7. Too West Coast (feat. WC e Maylay) – 2:58
8. I Rep That West – 4:31
9. Drink the Kool Aid – 3:09
10. No Country for Young Men – 4:13
11. It Is What It Is – 3:21
12. Hood Robbin' – 3:45
13. Your Money or Your Life – 3:23
14. Nothin' Like L.A. – 3:20
15. All Day Everyday – 2:21
16. Fat Cat – 2:54
17. Man vs. Machine (iTunes Bonus Track) – 2:27
18. Pros vs. Joes (iTunes Bonus Track) – 2:19